# Сирелиус, Леонид-Отто Оттович
Леонид Оттович Сирелиус (14 мая 1859 — ?) — русский военачальник Первой мировой войны, генерал от инфантерии финского происхождения.

## Биография
Родился в лютеранской дворянской семье, сын генерал-майора Отто Арвида Фердинанда Сирелиуса (1818—1892). Имел братьев: генерал-майора Аристида и полковника Солона (отец братьев увлекался античностью).
Леонид Сирелиус окончил Павловское военное училище в 1879 году и был выпущен оттуда подпоручиком. Служил в Лейб-гвардии Преображенском полку. В чине поручика продолжил образование в Николаевской академии Генерального штаба, которую окончил в 1885 году. С тех пор служил на штабных должностях, но с 1886 по 1887 год отбывал цензовое командование ротой в Лейб-гвардии Финляндском полку. Позднее (в начале 1890-х годов) на протяжении года отбывал цензовое командование батальоном в 15-м стрелковом полку. В 1894 году был произведён в полковники.
В 1897 году был направлен в качестве военного атташе в Данию и в Швецию. Вернулся на родину в 1903 году. Еще ранее, в 1902 году, был произведён в генерал-майоры. По возвращении в Россию, генерал-майор Сирелиус в том же 1903 году стал командиром Лейб-гвардии Егерского полка. В 1906 году он возглавил 1-ю бригаду 1-й гвардейской пехотной дивизии. В 1908 году он был повышен до генерал-лейтенанта и получил под своё командование 23-ю пехотную дивизию. Однако уже в 1910 году он вернулся в гвардию в качестве командира 3-й гвардейской пехотной дивизии, во главе которой вступил в Первую мировую войну.
В августе 1914 года дивизия приказом штаба Северо-Западного фронта была переброшена из Варшавы в район Соколка для прикрытия района Гродно-Белосток. Позже был получен приказ вновь вернуться в район Варшавы и выдвинуться в направлении на город Млаву. Из-за этого дивизия приняла участие лишь в завершающих боях сражений 2-й армии в Восточной Пруссии, возглавив 17 августа 1914 года атаку на Нейденбург. На следующий день Сирелиус был приказом императора Николая II назначен командиром 1-го армейского корпуса, однако спустя шесть дней был отстранён от командования корпусом приказом командующего Северо-Западным фронтом за самовольный отход от Нейденбурга, совершённый тогда же (то есть 18 августа).
30 августа Сирелиус сдал командование корпусом и выехал в тыл, но уже 5 ноября 1914 года получил под своё командование 23-й армейский корпус, а в начале декабря был произведён в генералы от инфантерии. 28 декабря 1914 года был снова снят с должности распоряжением командующего фронтом и оставлен состоять при командующем фронтом до особого распоряжения. В конце апреля 1915 года получил 37-й армейский корпус на том же фронте, но спустя несколько дней отстранён от командования в третий раз. Осенью 1915 года получил 4-й Сибирский корпус, к которому во время боёв у Нарочи в марте 1916 года прибавился ещё и 34-й армейский корпус, таким образом, Сирелиус возглавил группировку из двух корпусов.
После Февральской революции был уволен из армии с мундиром и пенсией.
Дальнейшая судьба неизвестна.

## Командовал
- Лейб-гвардии Егерский полк (03.06.1903 — 18.02.1906)
- 1-я бригада 1-й гвардейской пехотной дивизии (18.02.1906 — 10.07.1908)
- 23-я пехотная дивизия (10.07.1908 — 11.06.1910)
- 3-я гвардейская пехотная дивизия (11.06.1910 — 18.08.1914)
- 1-й армейский корпус (18.08.1914 — 30.08.1914)
- 23-й армейский корпус (05.11.1914—28.12.1914)
- 37-й армейский корпус (29.04.1915 — 03.06.1915)
- 4-й Сибирский корпус (02.10.1915 — 10.04.1917)
- 34-й армейский корпус — В оперативном подчинении, как у командира 4-го Сибирского корпуса во время Нарочской операции (1916 год).

## Награды
- Орден Святой Анны 3-й степени (1891)
- Орден Святого Станислава 2-й степени (1896)
- Орден Святой Анны 2-й степени (1899)
- Орден Святого Владимира 3-й степени (1904)
- Орден Святого Станислава 1-й степени (1906)
- Орден Святой Анны 1-й степени (06.12.1911)
- Орден Святого Владимира 2-й степени с мечами (ВП 26.02.1915)
- Орден Белого орла с мечами (06.12.1915)
- орден Меча ( Швеция) — командорский крест 1-го класса со звездой (1898)
- орден Святого Олафа ( Швеция) — командорский крест 1-го класса / командор ордена со звездой (1900)[1]
- орден Данеброг ( Дания)— командорский крест 1-го класса (1899).